# Botia histrionica
Botia histrionica es una especie de pez del género Botia, familia Botiidae. Fue descrita científicamente por Blyth en 1860.
Se distribuye por Asia: India y Birmania. La longitud total (TL) es de 13 centímetros. Habita en arroyos de montaña.
Está clasificada como una especie marina inofensiva para el ser humano.